# Simboli della divisione
In matematica esistono diversi simboli o per meglio dire notazioni per indicare l'operazione aritmetica della divisione:
- I due punti ( {\displaystyle m:n} ), identico all'omologo simbolo di interpunzione, usato per lo più nella rappresentazione in linea e per indicare il concetto di rapporto o della operazione nel suo ambito più elementare tra enti quasi sempre numerici detti nell'ordine dividendo e divisore.

- La linea di frazione ( {\displaystyle m \over n} ) è una rappresentazione graficamente più ingombrante della prima, utilizzata in un contesto non più elementare, che prevede la disposizione in colonna degli operandi che ora vengono detti numeratore (sopra) e denominatore (sotto). Quando si ha necessità di distribuire il testo ancora in forma lineare, la linea di frazione viene trasformata in una barra diagonale ( {\displaystyle m/n} ).

- Altre volte è possibile trovare l'obelo (÷), un simbolo, per così dire, riepilogativo dei due precedenti, formato dalla sovrapposizione di due punti e di una lineetta centrale; il simbolo oggi, più che usato sul piano operativo, è presente sulle calcolatrici per indicare appunto l'operazione di divisione.

Nel primo caso e nel terzo il simbolo viene chiamato "diviso", nel secondo si preferisce usare il termine "fratto".

## Utilizzo
I due punti vengono utilizzati nelle proporzioni, con medesimo significato matematico ma dove però cambia lettura; il rapporto sottostante, infatti, si legge 5 sta a 2 come 10 sta a 4. L'uso di tale simbolo in questo caso deriva dal fatto che una proporzione non è altro che un'uguaglianza tra due divisioni.
{\displaystyle 5:2=10:4.}
In matematica, i due punti possono avere anche altri significati. Ad esempio nella scrittura
{\displaystyle \forall x\in \mathbb {N} \exists y\in \mathbb {R} :y^{2}=x}
che si legge «per ogni x appartenente all'insieme dei numeri naturali esiste un numero y appartenente all'insieme dei numeri reali tale che y al quadrato è uguale a x», i due punti rappresentano il gruppo di parole «tale che». Oppure nella scrittura {\displaystyle f\colon A\to B} i due punti indicano che seguono dominio e codominio della funzione considerata.